# Aquadulciospora rhomboidia
Aquadulciospora rhomboidia är en svampart som beskrevs av Fallah & Shearer 2001. Aquadulciospora rhomboidia ingår i släktet Aquadulciospora och familjen Hyponectriaceae.   Inga underarter finns listade i Catalogue of Life.